# Lagosanto
Lagosanto – miejscowość i gmina we Włoszech, w regionie Emilia-Romania, w prowincji Ferrara.
Według danych na rok 2004 gminę zamieszkiwało 4398 osób, 129,4 os./km².